# Goodison Park
Goodison Park – zespół obiektów sportowych położonych w Liverpoolu. GP jest siedzibą klubu piłkarskiego Everton F.C., 9-krotnego mistrza Anglii.